# Wish I Had an Angel
"Wish I Had an Angel" är den andra singeln från albumet "Once", gjord av bandet Nightwish. Singeln släpptes september 2004. Sång av Tarja Turunens och Marco Hietala. Låten är skriven av Tuomas Holopainen som spelar keyboard i Nightwish. 
"Wish I Had an Angel" fanns med i filmmusiken till filmen Alone in the Dark. Musikvideon till "Wish I Had an Angel" fanns också med på dvd-utgåvan av filmen.
Låten är som hela albumet "Once" lite hårdare än Nightwishs tidigare produktioner. "Wish I had an angel" finns också med på Nightwishs samlingsalbum, Highest Hopes.